# La Francia
La Francia é um município da província de Córdova, na Argentina.